# Norske Folkeeventyr
Norske Folkeeventyr – zbiór norweskich podań ludowych opublikowany po raz pierwszy w 1841 roku. Podania zostały spisane przez Petera Christena Asbjørnsena oraz Jørgena Moe'a z opowieści nieznanych twórców, istniejących w przekazach ustnych ludności mieszkającej na terenie Norwegii. Opowieści podzielone są na wiele kategorii i rodzajów, lecz podzielają pewne wspólne wzorce - nie są one przywiązane do czasu (nie ma w nich takich zwrotów jak dawno dawno temu) ani miejsca (Za siedmioma górami, za siedmioma lasami).

## Asbjørnsen i Moe
Zainspirowani pracą braci Grimm, Peter Christen Asbjørnsen oraz Jørgen Moe jeździli po kraju zbierając i zapisując prozę ludową, którą później ujednolicali i opowiadali na nowo w wydawanych przez nich wspólnie serii broszur.
Baśnie po raz pierwszy zostały wydane jesienią 1841, ale w związku z brakiem porozumienia między twórcami przestały być wydawane w roku 1844. Druga edycja - z roku 1851 - była pierwszą skończoną i kompletną kolekcją baśni. Zawierała ona również komentarze autorstwa Moe'a.
Asbjørnsen opublikował również niezależnie dwutomową serię Norske Huldre-Eventyr og Folkesagn w latach 1845-48. Pomimo użycia w tytule słowa "baśń" (Eventyr) nie zawiera ich; znaleźć tam można jedynie bajki i legendy.
Później zostało wydane Norske Folke-Eventyr. Ny Samling (1871) i Norske Folke-Eventyr. Ny Samling. Anden Udgave (1876). Poza tym, Asbjørnsen stworzył pierwszą ilustrowaną wersję nazwaną Norske Folke- og Huldre-Eventyr i Udvalg (1879) dzięki współpracy z artystami.

## Norweskie baśnie i legendy

### Norske Folkeeventyr
Alfabetyczny spis baśni opublikowanych przez Asbjørnsena i Moe'a w wydaniu Norske Folkeeventyr z lat 1841-1844:
| - Askeladden som fikk prinsessen til å løgste seg (Jak Askeladden oszukał królewnę, Jak Askeladden okłamał księżniczkę) - Askeladden som kappåt med trollet (Jak Askeladden z trollem jedli na wyścigi, Jak Askeladden jadł z trollem na wyścigi) - Askeladden som stjal sølvendene til trollet (O Askeladdenie, który ukradł trollowi srebrne kaczki, derkę i złotą harfę) - Bjørnen og reven: (Niedźwiedź i lis:) - 1: Hvorfor bjørnen er stubbrumpet (Dlaczego niedźwiedź ma krótki ogon); - 2: Reven snyter bjørnen for julekosten (Jak lis okpił niedźwiedzia przy bożonarodzeniowym jedzeniu) - Bonde Værskjegg (Kmieć Capibroda) - Buskebrura (Oblubienica Busk) - De syv folene (Siedem źrebiąt) - De tolv villender (Dwanaście dzikich kaczek) - De tre bukkene Bruse som skulle gå til seters og gjøre seg fete (Trzy kozły Bruse, które chciały pójść na halę, aby porządnie sobie podjeść) - De tre mostrene (Trzy ciotki) - De tre prinsesser i Hvittenland (Trzy księżniczki z Białolandii) - Den rettferdige firskilling (Uczciwy grosik, Uczciwa czteroszylingówka) - Det blå båndet (Niebieska podwiązka) - Det har ingen nød med den som alle kvinnfolk er glad i (Nie brakuje niczego temu, kogo kochają wszystkie kobiety) - Dukken i gresset (Lalka w trawie) - En frierhistorie (Zaloty, Opowieść o zalotniku) - Enkesønnen (Syn wdowy) - Fanden og futen (Diabeł i sołtys) - Fugl Dam (Ptak Dam) - Giske (Giske) - Gjertrudsfuglen (Gertruda dzięciołem) - Grimsborken (Chmurny Srokacz) - Gudbrand i Lia (Gudbrand ze wzgórza, Gudbrand ze Stoku) - Gutten og fanden (Chłopak i diabeł) - Gutten som gikk til nordenvinden og krevde igjen melet (O chłopcu który poszedł do północnego wiatru odebrać mąkę, O chłopcu, który poszedł do północnego wiatru i upomniał się o zwrot mąki) - Han far sjøl i stua (Pan domu) - Hanen, gauken og århanen (Kogut, kukułka i głuszec) - Hanen og høna (Kogut i kokoszka) - Hanen og høna i nøtteskogen (Kogucik i kurka w lasku orzechowym) - Herremannsbruden (Narzeczona bogacza) - Herreper (Pan Per) | - Hver synes best om sine barn (Każdemu najbardziej podobają się własne dzieci) - Høna som skulle til Dovre forat ikke allverden skulle forgå (O kurze, co na Dovrefjell chciała, gdyż końca świata się obawiała) - Høna tripper i berget (Kura drepcze w środku góry) - Håken Borkenskjegg (Håken Korowa Broda) - Jomfru Maria som gudmor (Maria Panna matką chrzestną) - Jomfruen på glassberget (Królewna na szklanej górze, Panna na szklanej górze) - Kari Trestakk (Kari Trestakk, Kari Drewniana Spódnica) - Kjetta på Dovre (Niedźwiedź z Dovre, Kotek z Dovre) - Kvernen som står og maler på havsens bunn (O młynku, który miele na dnie morza, Młynek, co stoi i miele na dnie morza) - Lillekort (Lillekort) - Lurvehette (Szkaradny Kapturek) - Manndatteren og kjerringdatteren (Córka męża i córka żony) - Mannen som skulle stelle hjemme (O mężczyźnie, który miał się zająć domem) - Mestermø (Mistrzowska Panna) - Mestertyven (Mistrz złodziejski) - Per, Pål og Espen Askeladd (Per, Pål i Espen Askeladden) - Pål Andrestua (Pål Drugidom) - Reven som gjeter (Lis pasterzem) - Rike Per Kremmer (Bogaty Per Kramarz) - Risen som ikke hadde noe hjerte på seg (O olbrzymie, który nie nosił serca przy sobie) - Sju år gammal graut (Siedmioletnia kasza) - Smeden som de ikke torde slippe inn i helvete (Kowal, którego diabeł nie chciał wpuścić do piekła) - Smørbukk (Maślany Kozioł) - Somme kjerringer er slike (Niektóre kobiety takie są) - Soria Moria slott (Zamek Soria Moria) - Spurningen - Stabbursnøkkelen i rokkehodet (Klucz od lamusa w kądzieli, Klucz od spichlerza w kądzieli) - Store-Per og Vesle-Per (Duży Per i Mały Per) - Tommeliten (Kciuczek) - Tro og Utro (Wierny i Niewierny) - Tsju pus, vil du ned av bordet! (Zmiataj, kocie, ze stołu!, Wynocha ze stołu, ale już!) - Vel gjort og ille lønnet (Dobrze zrobione i źle zapłacone) - Vesle Åse Gåsepike (Mała gęsiarka Åse) - Østenfor sol og vestenfor måne (Na wschód od słońca i na zachód od księżyca) |

### Norske Folkeeventyr Ny Samling(1871)
Spis baśni opublikowanych w Norske Folkeeventyr Ny Samling z 1871 roku
| Nr baśni | Tytuł norweski                                          | Typ baśni według AT | Oficjalny polski tytuł (Jeśli istnieje)                                                                            | Źródło tytułu |
| -------- | ------------------------------------------------------- | ------------------- | --- | ------------- |
| 61       | Væren og grisen som skulle til skogs og bo for seg selv | AT 130              | O baranie i świni, co poszli do lasu, żeby żyć dla siebie                                                          | [ 2 ]         |
| 62       | Venner i liv og død                                     | AT 470              | Przyjaciele za życia i po śmierci                                                                                  | [ 5 ]         |
| 63       | Gutten som skulle tjene tre år uten lønn                | AT 560              | O chłopcu który przez trzy lata miał służyć bez zapłaty Chłopak, który służył przez trzy lata za darmo             | [ 4 ] [ 5 ]   |
| 64       | Kjerringa mot strømmen                                  | AT 1365AB           | Kobieta pod prąd                                                                                                   | [ 2 ]         |
| 65       | Den syvende far i huset                                 | AT 726              | Siódmy ojcem w domu                                                                                                | [ 1 ] [ 2 ]   |
| 66       | Tre sitroner                                            | AT 408              | Trzy cytryny | [ 2 ]         |
| 67       | Kjæresten i skogen                                      | AT 955              | Narzeczony w lesie                                                                                                 | [ 5 ]         |
| 68       | Ikke kjørende og ikke ridende                           | AT 875              | Nie kierując i nie jadąc                                                                                           | [ 2 ]         |
| 69       | Skipperen og Gamle-Erik                                 | AT 1179             | Szyper i Stary Erik                                                                                                | [ 5 ]         |
| 70       | Gutten som gjorde seg til løve, falk og maur            | AT 302              | O chłopcu który przemieniał się w lwa, sokoła i mrówkę Chłopak, który przemieniał się w lwa, sokoła i mrówkę       | [ 4 ] [ 2 ]   |
| 71       | Tobakksgutten                                           | AT 611              | Tytoniowy chłopak                                                                                                  | [ 2 ]         |
| 72       | Gullslåttet som hang i luften                           | AT 531              | Złoty zamek, który wisi w powietrzu                                                                                | [ 2 ]         |
| 73       | Haren som hadde vært gift                               | AT 96               | O zającu, co był żonaty                                                                                            | [ 2 ]         |
| 74       | Bjørnen og reven:                                       | –                   | Niedźwiedź i lis:                                                                                                  |               |
| 74.1     | Slipp granrot og ta i revefot                           | AT 5                | Puść korzeń, chwyć za łapę                                                                                         | [ 2 ]         |
| 74.2     | De vedder om flesk og humlebol                          | AT 7                | Zakład o słoninę i plaster miodu                                                                                   | [ 2 ]         |
| 74.3     | De skulle ha åker i sameie                              | AT 1030             | Wspólne pole | [ 2 ]         |
| 74.4     | Mikkel vil smake hestekjøtt                             | AT 47A              | Jak lis chciał skosztować koniny                                                                                   | [ 2 ]         |
| 75       | Bamse Brakar                                            | AT 116              | Bury Włochacz | [ 5 ]         |
| 76       | Rødrev og Askeladden                                    | AT 300              | Rudy Lis i Askeladden                                                                                              | [ 2 ]         |
| 77       | Gutten som ville fri til datter til mor i kroken        | AT 402              | O chłopaku, który starał się o rękę córki matki na ustroniu                                                        | [ 2 ]         |
| 78       | Dumme menn og troll til kjerringer                      | AT 1406             | Głupie chłopy i przewrotne baby Głupi mężczyźni i przebiegłe kobiety                                               | [ 1 ] [ 2 ]   |
| 79       | Askeladden og de gode hjelperne                         | AT 513              | Askeladden i jego pomocnicy Askeladden i jego dobrzy pomocnicy                                                     | [ 3 ] [ 2 ]   |
| 80       | Gutten som ville bli handelskar                         | AT 1538             | Chłopiec, który chciał zostać kupcem                                                                               | [ 5 ]         |
| 81       | Hårslå, som aldri ville hjem gå                         | AT 2015             | Sierstka, która nigdy nie chciała wracać do domu                                                                   | [ 5 ]         |
| 82       | Kullbrenneren                                           | AT 1641             | Węglarz | [ 2 ]         |
| 83       | Gullfuglen                                              | AT 550              | Złoty ptak | [ 5 ]         |
| 84       | Den grønne ridder                                       | AT 432              | Zielony rycerz | [ 5 ]         |
| 85       | Tyrihans som fikk kongsdatteren til å le                | AT 571              | Tyrihans, który rozśmieszył królewską córkę                                                                        | [ 5 ]         |
| 86       | Presten og klokkeren                                    | AT 922              | Pastor i kościelny                                                                                                 | [ 2 ]         |
| 87       | Gale-Mattis                                             | AT 1696             | Mattis Głupek | [ 5 ]         |
| 88       | Klokkeren i bygda vår                                   | AT 1537             | Kościelny z naszej wioski                                                                                          | [ 5 ]         |
| 89       | Småguttene som traff trollene på Hedalsskogen           | AT 303              | O chłopcach, którzy spotkali trolle w lesie Hedalsskogen O chłopcach, którzy w lesie Hedalsskogen napotkali trolle | [ 1 ] [ 2 ]   |
| 90       | Kvitebjørn kong Valemon                                 | AT 425              | Król Valemon zaklęty w białego niedźwiedzia Biały niedźwiedź, król Valemon                                         | [ 3 ] [ 2 ]   |
| 91       | Skrinet med det rare i                                  | AT 2250             | Szkatułka z dziwną rzeczą w środku                                                                                 | [ 5 ]         |
| 92       | Hjemmusa og fjellmusa                                   | AT 112              | Mysz domowa i mysz górska                                                                                          | [ 5 ]         |
| 93       | God dag, mann! -- Økseskaft                             | AT 1968J            | „Dzień dobry” - „Trzonek do siekiery” Dzień dobry, człowieku! – Trzonek do siekiery!                               | [ 4 ] [ 2 ]   |
| 94       | Hanen og reven                                          | AT 61               | Kogut i lis | [ 2 ]         |
| 95       | Verden lønner ikke annerledes                           | AT 155              | Tak nagradza świat                                                                                                 | [ 4 ] [ 5 ]   |
| 96       | Mumle Gåsegg                                            | AT 650A             | Mamrot Gęsie Jajo                                                                                                  | [ 5 ]         |
| 97       | Veslefrikk med fela                                     | AT 592              | Mały Frikk i jego skrzypki Mały Frikk ze skrzypcami                                                                | [ 4 ] [ 5 ]   |
| 98       | Gjete kongens harer                                     | AT 570              | Pasterz królewskich zajęcy                                                                                         | [ 1 ] [ 5 ]   |
| 99       | Krambugutten med gammelostlasten                        | AT 506              | Kramarczyk z ładunkiem starego sera                                                                                | [ 5 ]         |
| 100      | Følgesvennen                                            | AT 507A             | Towarzysz | [ 5 ]         |
| 101      | Peik                                                    | AT 1542             | Peik | [ 5 ]         |
| 102      | Kjetta som var så fæl til å ete                         | AT 2027             | Kot, który był żarłokiem                                                                                           | [ 5 ]         |
| 103      | Hanen som falt i bryggekaret                            | AT 2022             | O kogucie, co wpadł do kotła warzelnianego                                                                         | [ 2 ]         |
| 104      | Pannekaken                                              | AT 2025             | Naleśnik | [ 2 ]         |
| 105      | Gutten med øldunken                                     | AT 332              | Chłopiec z beczułką piwa                                                                                           | [ 5 ]         |

### Norske Huldre-Eventyr og Folkesagn
Opowieści opublikowane przez Asbjørnsena w książce Norske Huldre-Eventyr og Folkesagn:
| - Berthe Tuppenhaugs fortellinger - Ekebergkongen - En aften i nabogården - En aften ved Andelven - En aftenstund i et proprietærkjøkken - En gammeldags juleaften - En halling med kvannerot - En signekjerring - En sommernatt på Krokskogen - En natt i Nordmarken - En tiurleik i Holleia - Fra fjellet og seteren - Fra Sognefjorden - Graverens fortellinger - Huldreætt - Høyfjellsbilleder: - 1: En søndagskveld til seters - 2: Rensdyrjakt ved Rondane - Jutulen og Johannes Blessom - Kvernsagn - Lundeætten - Makrelldorg - Matthias skytters historier - Plankekjørerne - På høyden av Aleksandria - Skarvene fra Utrøst (Kormorany z wyspy Utrøst) - Tatere - Tuftefolket på Sandflesa |

### Inne
Opowieści opublikowane w innych pracach, które później również dołączyły do kanonu baśni norweskich:
| - De tre kongsdøtre i berget det blå (Trzy królewny w błękitnej górze, Trzy księżniczki w niebieskiej górze) (z książki Eventyrbog for Barn, 1883-1887, autorstwa Asbjørnsena i Moltke Moe'a) - En prestehistorie (Historia duszpasterska) (z książki Dybwads illustrerte Folkekalender 1881, autorstwa Moltke Moe'a) - Prinsessen som ingen kunne målbinde (O księżniczce, która zawsze miała ostatnie słowo, O księżniczce, której nikt nie potrafił zmusić do milczenia) (z książki Eventyrbog for Barn, 1883-1887, autorstwa Asbjørnsena i Moltke Moe'a) - En vestlandsk Skovdal (z książki Fra nordiske Digtere. Et Album 1869) - Fiskersønnene (Synowie rybaka) (z książki Dybwads illustrerte Folkekalender 1881, autorstwa Moltke Moe'a) - Grisen og levemåten hans (Świnia i jej styl życia) (z książki Barne-Eventyr, 1909. autorstwa Moltke Moe'a) - Gullfebla (O kózce złotoróżce, Złota Febla) (z książki Juletræet for 1850) - Jomfru Maria og svalen (Maria Panna i jaskółka) (z książki Eventyrbog for Barn, 1883-1887, autorstwa Asbjørnsena i Moltke Moe'a) - Julebesøket i prestegården (z książki Juletræet for 1851) - Prestens mor (Matka księdza) - Reve-enka (Lisia wdowa) (z książki Barne-Eventyr, 1909. autorstwa Moltke Moe'a) - Vårherre og St. Peder på vandring (Nasz Pan i święty Piotr na wędrówce) (z książki Nord und Süd 1858) |

## Baśnie norweskie wydane w Polsce
- Baśnie norweskie opowiedział Dariusz Muszer, Wydawnictwo Forma, Fundacja Literatury imienia Henryka Berezy, Szczecin, Bezrzecze 2018. ISBN 978-83-66180-00-0
- Baśnie norweskie opowiedział Dariusz Muszer, tom 2, Wydawnictwo Forma, Fundacja Literatury imienia Henryka Berezy, Szczecin, Bezrzecze 2022. ISBN 978-83-66759-76-3
- Peter Christen Asbjørnsen, Jørgen Moe, Był sobie raz... Ludowe baśnie norweskie, przeł. Jerzy Afanasjew, Krajowa Agencja Wydawnicza, Gdańsk 1983. ISBN 83-030-0015-2
- Peter Christen Asbjørnsen, Jørgen Moe, Księżniczka na szklanej górze i inne baśnie norweskie, przeł. Adela Skrentni, Wydawnictwo Poznańskie, Poznań 1986. ISBN 83-210-0673-6
- Peter Christen Asbjørnsen, Jørgen Moe, Król Valemon zaklęty w białego niedźwiedzia i inne baśnie norweskie, przeł. Beata Hłasko, Wydawnictwo Poznańskie, Poznań 1987. ISBN 83-210-0672-8
- Peter Christen Asbjørnsen, Jørgen Moe, Zamek Soria Moria. Baśnie norweskie, tłum. Beata Hłasko, Adela Skrentni-Olsen, Media Rodzina, Poznań 2010. ISBN 978-83-7278-462-9
- Peter Christen Asbjørnsen, Jørgen Moe, Uwaga Trolle! Baśnie norweskie, przeł. Milena Skoczko, Wydawnictwo Zielona Sowa, Kraków 2010. ISBN 978-83-7623-603-2